# Polymera cingulata
Polymera cingulata är en tvåvingeart som beskrevs av Alexander 1969. Polymera cingulata ingår i släktet Polymera och familjen småharkrankar.
Artens utbredningsområde är Panama. Inga underarter finns listade i Catalogue of Life.